# MTV Unplugged (album av Julieta Venegas)
MTV Unplugged är ett livealbum av Julieta Venegas som spelades in den 6 mars 2008 inför 450 åskådare i Mexico City. Från albumet kan nämnas medverkan av spanska rapparen La Mala Rodríguez i Venegas hit "Eres Para Mí", duetten tillsammans med Juan Son i "De Mis Pasos" samt då nyutgivet material som "El Presente", "Algún Día", med den argentinske musikern och kompositören Gustavo Santaolalla, och "Ilusión" med Marisa Monte, som sjunger duett på portugisiska. Framträdandet var det första av en mexikansk kvinnlig artist i MTV-serien. CD:n och DVD:n utgavs den 10 juni 2008.

## Låtlista
1. "Limón y Sal" (Julieta Venegas, Jorge Villamizar) - 3:40
2. "Sería Feliz" (Venegas) - 3:30
3. "El Presente" (Venegas) - 3:40
4. "Algo Está Cambiando" (Venegas, Coti Sorokin) - 4:11
5. "Eres Para Mí" (Anita Tijoux, María Rodríguez Garrido, Venegas) - 4:42
6. "Esta Vez" (Gustavo Herrera, Venegas) - 3:27
7. "Algún Día" (Venegas) - 4:00
8. "Mírame Bien" (Venegas) - 3:50
9. "Lento" (Venegas, Sorokin) - 4:26
10. "De Mis Pasos" (Venegas) - 3:28
11. "Andar Conmigo" (Venegas, Sorokin) - 3:58
12. "Ilusión" (Venegas, Marisa Monte, Arnaldo Antunes) - 3:46
13. "Cómo Sé" (Venegas) - 3:42
14. "Mira la Vida" (Venegas) - 3:19
15. "Me Voy" (Venegas) - 3:18